# Hepatitida C
Hepatitida C je infekční onemocnění, které postihuje především játra. Toto onemocnění způsobuje virus hepatitidy C (HCV). Hepatitida C často není doprovázena žádnými příznaky, chronická infekce však může vést ke zjizvení jater a po mnoha letech až k cirhóze. V některých případech dochází u osob s cirhózou k selhání jater, rakovině jater či ke značnému zduření žil jícnu a žaludku, což může vést až k vykrvácení a smrti.
Hepatitida C se přenáší primárně krví při nitrožilní aplikaci drog, používáním nesterilních zdravotnických pomůcek a krevní transfúzí. Na světě žije odhadem 130–170 miliónů osob infikovaných hepatitidou C. Dle české studie Univerzity obrany trpí v ČR chronickou formou tohoto onemocněním cca 80 tisíc lidí.
Virus HCV začali vědci zkoumat v 70. letech 20. století a jeho existenci potvrdili v roce 1989. Virus způsobuje onemocnění i u šimpanzů.
Obvyklými prostředky určenými k léčbě hepatitidy C jsou peginterferon a ribavirin. K vyléčení dochází u přibližně 50–80 % léčených osob. Lidé, u kterých se rozvinula cirhóza nebo rakovina jater, mohou potřebovat transplantaci jater, virus se však poté obvykle vrací. Na hepatitidu C neexistuje vakcína.

## Původce
Virus hepatitidy C je malý, obalený, jednořetězcový pozitivní RNA virus. Patří k rodu hepacivirus z čeledi Flaviviridae. Existuje sedm hlavních genotypů viru HCV. Ve Spojených státech způsobuje 70 % případů genotyp 1, 20 % případů genotyp 2 a každý ze zbývajících genotypů pak po 1 % případů. Genotyp 1 je rovněž nejběžnějším genotypem v Jižní Americe a v Evropě.

## Příznaky a symptomy
Hepatitida C vyvolává akutní příznaky pouze v 15 % případů. Symptomy jsou často mírné a neurčité a zahrnují sníženou chuť k jídlu, únavu, nauzeu, bolesti svalů či kloubů a úbytek hmotnosti. Pouze několik málo případů infekce je spojováno se žloutenkou. U přibližně 10–50 % osob odezní nemoc bez léčby, a to častěji u mladých žen než u jiných skupin pacientů.

### Chronická infekce
U osmdesáti procent osob nakažených virem se rozvine chronická infekce. Během počátečních let onemocnění většina z nich nepocítí žádné nebo jen minimální symptomy, ačkoli chronická hepatitida C může být spojována s únavou. U osob postižených mnoho let trvající infekcí je hepatitida C primární příčinou cirhózy a rakoviny jater; u těch, kteří jsou nositeli infekce po dobu delší než 30 let, se v přibližně 10–30 % případů rozvine cirhóza. Cirhóza je běžnější u osob nakažených zároveň hepatitidou B nebo HIV pozitivních, u alkoholiků a mužů. Osoby, u nichž se rozvinula cirhóza, jsou vystaveny dvacetkrát vyššímu riziku rakoviny jater; každoročně jde o 1–3 % infikovaných. U alkoholiků je riziko až 100krát vyšší. Hepatitida C stojí za 27 % případů cirhózy a 25 % případů rakoviny jater.
Cirhóza jater může vést k vysokému krevnímu tlaku v žíle vedoucích do jater, hromadění tekutin v dutině břišní, snadno způsobitelným modřinám a krvácení, rozšíření žil (zejména v jícnu a žaludku), žloutence (zežloutnutí kůže) a poškození mozku.

### Dopad na další orgány
Hepatitida C je rovněž vzácně spojována se Sjögrenovým syndromem (autoimunitní onemocnění), abnormálně nízkým počtem krevních destiček, chronickým onemocněním kůže, cukrovkou a nehodgkinskými lymfomy.

## Přenos
Hlavním způsobem přenosu viru v rozvinutých zemích je nitrožilní aplikace drog, v rozvojových zemích pak krevní transfúze a nesprávné lékařské postupy. Ve 20 % případů zůstává příčina přenosu neznámá; mnoho z nich však pravděpodobně souvisí s nitrožilní aplikací drog.

### Nitrožilní aplikace drog
Nitrožilní aplikace drog je hlavním rizikovým faktorem při infekci hepatitidou C v mnoha částech světa. Průzkum provedený v 77 zemích ukazuje, že v 25 z nich se hepatitida C objevila u 60–80 % uživatelů nitrožilně aplikovaných drog, a to včetně Spojených států a Číny. Ve dvanácti zemích to bylo u více než 80 %. Hepatitidou C je nakaženo až deset miliónů uživatelů nitrožilně aplikovaných drog; nejvyšší celkový počet nakažených mají Čína (1,6 miliónu), Spojené státy (1,5 miliónu) a Rusko (1,3 miliónu). Počet nakažených hepatitidou C mezi vězni je ve Spojených státech deset až dvacetkrát vyšší než u běžné populace, což tato studie přisuzuje vysoce rizikovému chování, jako je nitrožilní aplikace drog a tetování za použití nesterilních nástrojů.

### Vystavení infekci ve zdravotnických zařízeních
Krevní transfúze, krevní produkty a orgány určené k transplantaci bez prověření na přítomnost HCV mohou představovat značné riziko infekce. Spojené státy zahájily plošné prověřování v roce 1992. Od té doby se počet případů infekce snížil z jednoho případu na 200 krevních jednotek na jeden případ na 10 000 až 10 000 000 krevních jednotek. Toto nízké riziko přetrvává z toho důvodu, že mezi nakažením potenciálního dárce krve hepatitidou C a pozitivním testem jeho krve je lhůta 11–70 dnů. Některé země však z důvodu souvisejících nákladů prověřování dosud neprovádějí.
U osoby poraněné vpichem jehly použité osobou s HCV je pravděpodobnost onemocnění přibližně 1,8 %. Riziko je vyšší, pokud je použitá jehla dutá a vpich hluboký. Existuje také riziko přenosu z hlenu do krve, je však poměrně nízké. Při kontaktu krve s neporušenou pokožkou je riziko nulové.
Hepatitida C je rovněž přenášena nemocničním vybavením – opakovaným používáním jehel a injekčních stříkaček, opakovaným používáním lékovek, infúzních vaků a nesterilních chirurgických nástrojů. Nízký standard zdravotnických a zubařských zařízení je hlavní příčinou šíření viru HCV v Egyptě, zemi s nejvyšším procentem nakažených osob na světě.

### Pohlavní styk
Zda může k přenosu hepatitidy C dojít prostřednictvím pohlavního styku, není známo. Ačkoli mezi vysoce rizikovou sexuální aktivitou a hepatitidou C je určitá souvislost, není jasné, zda k přenosu onemocnění dochází v důsledku užívání drog, jež nebylo zmíněno, nebo v důsledku samotného pohlavního styku. Důkazy podporují tvrzení, že u heterosexuálních párů, které nemají pohlavní styk s jinými osobami, žádné riziko přenosu nehrozí. Sexuální praktiky, které přinášejí vysoké riziko poranění vnitřní stěny análního kanálu, jako anální sex, nebo ty, k nimž dochází při výskytu pohlavním stykem přenosné infekce včetně HIV nebo genitálních vředů, představují značné riziko. Vláda Spojených států doporučuje používání kondomů za účelem prevence přenosu hepatitidy C pouze lidem, kteří mají více partnerů.

### Piercingy těla
Tetování je spojováno s dvakrát až třikrát vyšším rizikem nákazy hepatitidou C. K té může dojít v důsledku použití nesterilních nástrojů nebo kontaminovaných barviv. To platí zejména pro tetování či piercingy těla prováděné před rokem 1985 nebo ty prováděné neprofesionálně, jelikož sterilní podmínky mohou být za takových okolností nedostatečné. Rovněž u rozsáhlejších tetování se riziko jeví být větší. Téměř polovina vězňů sdílí nesterilizované tetovací nástroje. Souvislost mezi infekcí HCV a tetováním v tetovacích salónech s licencí na provozování této činnosti je minimální.

### Kontakt s krví
Předměty osobní potřeby, jako například žiletky, zubní kartáčky a pomůcky pro manikúru či pedikúru mohou přijít do kontaktu s krví. Půjčování těchto předmětů představuje riziko nákazy virem HCV. Lidé by měli být při výskytu řezných ran, boláků a jiných krvácivých ran opatrní. HCV se nešíří příležitostnými dotyky jako je objímání, líbání či půjčování příborů či kuchyňských potřeb.

### Přenos z matky na dítě
K přenosu hepatitidy C z nakažené matky na dítě dochází v méně než 10 % těhotenství. K odvrácení tohoto rizika neexistují žádná opatření. K přenosu může dojít během těhotenství nebo při porodu, přičemž dlouhotrvající porod značně zvyšuje riziko přenosu infekce. Pro přenos HCV při kojení neexistují důkazy, nakažená matka by se však kojení měla vyhnout, pokud má popraskané a krvácející bradavky nebo pokud je její virová zátěž vysoká.

## Diagnóza

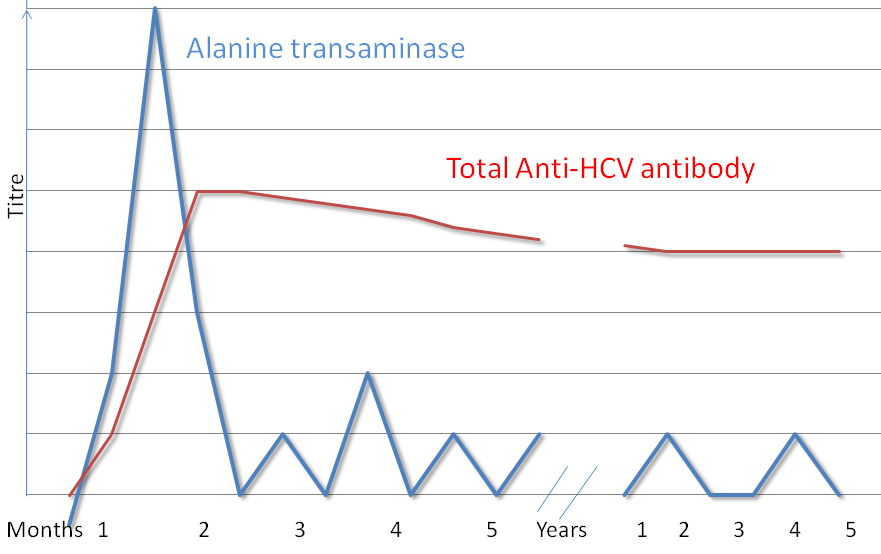
Sérologický profil infekce hepatitidy C

Diagnostické testy na hepatitidu C zahrnují test na protilátky proti HCV, metodu ELISA, imunoblot a kvantitativní stanovení RNA HCV. Polymerázová řetězová reakce (PCR) může odhalit RNA viru HCV jeden až dva týdny po nakažení, zatímco zformování a uvolnění protilátek může trvat podstatně déle.
Chronická hepatitida C je infekční onemocnění způsobené virem hepatitidy C, které trvá déle než šest měsíců (na základě přítomnosti RNA tohoto viru). Jelikož chronické infekce typicky nevykazují žádné symptomy po velmi dlouhou dobu (často desetiletí), lékaři infekci běžně zjišťují prostřednictvím testů na funkci jater nebo během rutinního vyšetření vysoce rizikových osob. Testování nedokáže rozlišit mezi akutními a chronickými infekcemi.

### Krevní testy
Testování na hepatitidu C obvykle začíná krevními testy, které zjistí přítomnost protilátek proti HCV prostřednictvím enzymové imunoanalýzy. Pokud je tento test pozitivní, provádí se druhý test za účelem ověření imunoanalýzy a určení závažnosti onemocnění. Imunoanalýzu lze ověřit pomocí testu zvaného rekombinantní imunoblot, závažnost nemoci prostřednictvím polymerázové řetězové reakce RNA HCV. Pokud není zjištěna RNA a imunoblot je pozitivní, osoba prodělala infekci, která byla buď vyléčena nebo spontánně odezněla; pokud je imunoblot negativní, byla imunoanalýza chybná. Pozitivní výsledky imunoanalýzy lze zjistit nejdříve šest až osm týdnů po infekci.
Hladina jaterních enzymů je během počáteční fáze infekce nestálá; její úroveň se začíná zvyšovat v průměru sedm týdnů po infekci. Jaterní enzymy nemají se závažností onemocnění téměř žádnou souvislost.

### Biopsie
Biopsie jater může určit úroveň poškození jater, s tímto postupem však souvisí jistá rizika. Typickými změnami, které dokáže biopsie určit, je výskyt lymfocytů v jaterní tkáni, lymfoidní folikuly v portální triádě a změny ve žlučovodech. K dispozici je několik krevních testů, které pomáhají určit úroveň poškození a snižují potřebu provedení biopsie.

### Vyšetření
Ve Spojených státech a Kanadě ví o svém zdravotním stavu pouze 5–50 % nakažených osob. Lidem s vysokým rizikem výskytu onemocnění, včetně osob s tetováním, se doporučuje podstoupit testy. Vyšetření je rovněž vhodné u osob se zvýšenou hladinou jaterních enzymů, jelikož ta je často jediným příznakem chronické hepatitidy. Ve Spojených státech není rutinní vyšetření nijak doporučováno.

## Léčba
HCV způsobuje chronickou infekci u 50–80 % nakažených osob. Přibližně 40–80 % těchto případů po léčbě odeznívá; v ojedinělých případech může infekce odeznít i bez léčby. Lidé s chronickou hepatitidou C by se měli vyvarovat alkoholu a játrům nebezpečných léků a měli by se nechat očkovat proti hepatitidě A a hepatitidě B. Lidé s cirhózou by měli podstoupit ultrazvukové vyšetření za účelem zjištění rakoviny jater.

### Léky
Lidé s abnormální funkcí jater v důsledku prokázané infekce HCV by měli podstoupit léčbu. V současnosti používanou léčbou je podávání kombinace pegylovaného interferonu a antivirotika ribavirin po dobu 24 či 48 týdnů, v závislosti na typu HCV. Ke zlepšení dochází u přibližně 50–60 % léčených osob. Kombinace buď bocepreviru nebo telapreviru s ribavirinem a peginterferonem alfa zlepšuje antivirotickou reakci na hepatitidu C genotypu 1. Vedlejší účinky léčby jsou běžné; polovina léčených osob trpí chřipkovými syndromy a třetina léčených se potýká s emocionálními problémy. Léčba je účinnější během prvních šesti měsíců, předtím, než se hepatitida C stane chronickou. Pokud se u osoby projeví nová infekce a neodezní do osmi až dvanácti týdnů, doporučuje se podávání pegylovaného interferonu po dobu 24 týdnů. Pro osoby s talasemií (onemocnění krve) se zdá být vhodný ribavirin, který však zvyšuje potřebu krevní transfúze.

Její stoupenci tvrdí, že pro léčbu hepatitidy C mohou být vhodné některé alternativní způsoby léčby, jako například ostropestřec mariánský, ženšen a koloidní stříbro. U žádného z těchto způsobů léčby však nebyl prokázán vliv na hepatitidu C, a neexistují ani důkazy pro to, že alternativní způsoby léčby mají na virus vůbec nějaký účinek.

### Náklady na léčbu
Ekonomické náklady související s hepatitidou C jsou značné, a to jak pro jednotlivce, tak pro celou společnost. Ve Spojených státech byl v roce 2003 průměrný náklad vynaložený na onemocnění odhadován na 33 407 USD, přičemž náklady na transplantaci jater v roce 2011 dosáhly přibližně 200 000 USD. V Kanadě v roce 2003 dosahovaly náklady na antivirotickou léčbu výše 30 000 CAD, zatímco ve Spojených státech se v roce 1998 pohybovaly v rozmezí 9 200 až 17 600 USD. V mnoha oblastech světa si lidé nemohou léčbu antivirotiky dovolit, protože jejich zdravotní pojištění nepokrývá případy užívání antivirotik, nebo nemají zdravotní pojištění vůbec.

## Prognóza
Reakce na léčbu se liší v závislosti na genotypu viru. K setrvalé odpovědi u osob s HCV genotypu 1 dochází u 40–50 % z nich do 48 týdnů léčby. K setrvalé odpovědi u osob s HCV genotypů 2 a 3 dochází u 70–80 % z nich do 24 týdnů léčby. K setrvalé odpovědi u osob s HCV genotypu 4 dochází u přibližně 65 % z nich do 48 týdnů léčby. Úspěšnost léčby HCV genotypu 6 je v současnosti poměrně malá; existující důkazy se vztahují na léčbu po dobu 48 týdnů při stejných dávkách jako u genotypu 1.

## Epidemiologie

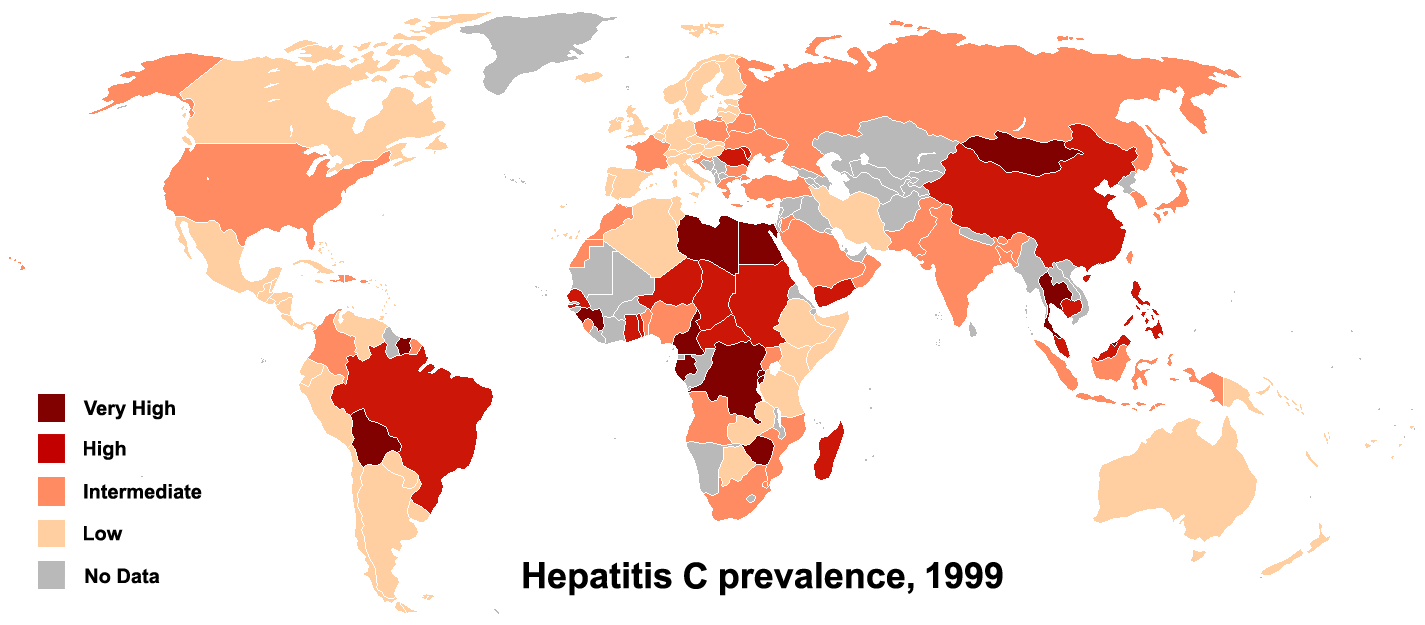
Výskyt hepatitidy C ve světě v roce 1999

Rok života ovlivněný nezpůsobilostí pro hepatitidu C v roce 2004 na 100 000 obyvatel
údaje nejsou k dispozici
<10
10-15
15-20
20-25
25-30
30-35
35-40
40-45
45-50
50-75
75–100
>100

S chronickou hepatitidou C žije na světě 130 až 170 miliónů lidí, což jsou ~3 % světové populace. Ročně se touto chorobou nakazí 3–4 milióny osob a více než 350 000 lidí zemře na onemocnění s ní související. Počet případů nemoci ve 20. století výrazně vzrostl, a to v důsledku užívání nitrožilně aplikovaných drog, nitrožilně podávaných léků či nesterilizovaných zdravotnických pomůcek. Očkovací kampaně v Africe s nedostatečnou sterilizací způsobily rozšíření HCV i HIV.
Ve Spojených státech jsou hepatitidou C nakažena přibližně 2 % osob a každý rok přibývá dalších 35 000 až 185 000 nových případů. Od 90. let 20. století se počet případů onemocnění v západním světě snížil díky dokonalejším krevním testům před podáním transfúze. Ročně ve Spojených státech umírá na následky HCV 8 000 až 10 000 osob. Očekává se, že míra úmrtnosti se zvýší v důsledku toho, že onemocní a zemřou lidé nakažení při transfúzích v době před zahájením jejich testování na HCV.
Počet případů nákazy je vyšší v některých zemích Afriky a Asie. K zemím s velmi vysokým počtem případů patří Egypt (22 %), Pákistán (4,8 %) a Čína (3,2 %). Vysoké číslo v případě Egypta souvisí s nyní ukončenou masovou kampaní léčby schistosomózy za použití nesprávně sterilizovaných skleněných injekčních stříkaček.

### Prevence
V roce 2011 neexistovala proti hepatitidě C žádná známá vakcína. Vakcíny jsou ve fázi vývoje a některé z nich vykazují povzbudivé výsledky. Kombinace preventivních strategií, například programů výměny jehel a léčby závislosti na návykových látkách, snižuje riziko nákazy hepatitidou C u uživatelů nitrožilně aplikovaných drog o přibližně 75 %. Je také důležité provádět vyšetření dárců krve na celostátní úrovni a ve zdravotnických zařízeních dodržovat univerzální hygienická opatření. V zemích s nedostatečnými zdroji sterilních injekčních stříkaček by měli poskytovatelé zdravotní péče léky podávat spíše orálně než injekčně.

## Výzkum
V polovině 70. let 20. století Harvey J. Alter, vedoucí sekce infekčních onemocnění při oddělení transfúzní medicíny Národního ústavu zdraví, a jeho výzkumný tým prokázali, že většina případů hepatitidy C po krevní transfúzi není způsobena viry hepatitidy A nebo B. Navzdory tomuto objevu byly mezinárodní výzkumné snahy identifikovat virus neúspěšné po celé další desetiletí. V roce 1987 Michael Houghton, Qui-Lim Choo a George Kuo ze společnosti Chiron Corporation ve spolupráci s Dr. D. W. Bradleym z Centra pro kontrolu a prevenci nemocí použili k identifikaci neznámého organismu a vývoji diagnostického testu nový přístup molekulárního klonování. V roce 1988 Alter potvrdil existenci viru ověřením jeho přítomnosti v panelu druhů nezpůsobujících ani hepatitidu A, ani hepatitidu B. V dubnu roku 1989 byl objev HCV publikován ve dvou článcích magazínu Science. Objev viru vedl ke značným zlepšením v diagnostice a ke zdokonalené antivirotické léčbě. V roce 2000 byla doktorům Alterovi a Houghtonovi udělena Laskerova cena za klinický lékařský výzkum za
„průkopnickou práci vedoucí k objevu viru, který způsobuje hepatitidu C, a k vyvinutí metod vyšetření, které ve Spojených státech snížily riziko hepatitidy pocházející z krevních transfúzí z 30 % v roce 1970 na téměř nulovou úroveň v roce 2000.“
Společnost Chiron podala žádost o uznání několika patentů souvisejících s objevem viru a jeho diagnózou. Konkurenční patentová přihláška ze strany CDC byla v roce 1990 zrušena poté, co firma Chiron vyplatila 1,9 miliónu amerických dolarů CDC a 337 500 amerických dolarů doktoru Bradleymu. V roce 1994 doktor Bradley Chiron zažaloval a usiloval o zneplatnění patentu, uznání své osoby jako spoluvynálezce a přiznání odškodnění a tantiém. V roce 1998 však u odvolacího soudu prohrál a od sporu upustil.
V roce 2011 byla ve fázi vývoje přibližně stovka léků na hepatitidu C. Tyto léky zahrnují vakcíny na léčbu hepatitidy, imunomodulátory a inhibitory cyklofilinu. Tyto potenciální nové způsoby léčby mohou vznikat díky lepším znalostem o viru hepatitidy C.